# Батракова Марія Степанівна
Марія Степанівна Батракова (Демидова) (21 листопада 1922 — 16 червня 1997) — учасниця німецько-радянської війни, комсорг батальйону 463-го стрілецького полку 118-ї стрілецької дивізії 28-ї армії Південного фронту, Герой Радянського Союзу, молодший лейтенант, почесний громадянин Мелітополя (1993).

## Життєпис
Марія Степанівна Батракова народилася 21 листопада 1922 року (за іншими даними — 1919) в селі Уномер. Пізніше сім'я переїхала до Ленінграду. 1938 року закінчила середню школу.
У Червоній Армії перебувала з 1939 року. Брала участь у радянсько-фінській війні 1939—1940 років .
У 1941 році знову призвана до лав Червоної Армії та відправлена за лінію фронту. Під ім'ям «Ельзи» працювала в канцелярії комендатури, передаючи відомості про пересування німецьких військ. Після свого провалу зазнала тортур. У ніч перед повішенням Марія Батракова разом з іншими в'язнями гестапо було звільнено радянськими партизанами та відправлено до шпиталю.
Після лікування знову була направлена на фронт. 30 серпня 1943 року біля хутора Кислицького Анастасіївського району (нині Матвієво-Курганський район Ростовської області Російської Федерації) гвардії молодший лейтенант Марія Батракова була включена до складу роти автоматників, що брала участь у танковому десанті. Під ураганним артилерійським вогнем противника танки Червоної армії були змушені відійти в укриття. Втративши командира, 22 автоматники залягли, але комсорг Батракова повела радянських бійців уперед, і німецькі позиції було взято.
30 вересня 1943 року 1-й батальйон мав форсувати річку Молочна (на півдні України). У ході бою Марія Батракова замінила загиблого командира роти та підняла бійців в атаку, отримавши важке поранення. Декілька діб воїни утримували висоту, незважаючи на контратаки противника.
Указом Президії Верховної Ради СРСР від 19 березня 1944 року за зразкове виконання бойових завдань командування та виявлені мужність і героїзм у боях з німецько-фашистськими загарбниками молодшому лейтенанту Батраковій Марії Степанівні було присвоєно звання Героя Радянського Союзу із врученням ордена Леніна та медалі «Золота Зірка» (№ 2759).
Після закінчення німецько-радянської війни Марія Батракова (Демидова) повернулася до Ленінграда, де займалася громадською діяльністю. Померла 16 червня 1997 року. Похована на Волковському лютеранському кладовищі в Санкт-Петербурзі.

## Нагороди
- Герой Радянського Союзу (19 березня 1944 року)
- Медаль «Золота Зірка» (№ 2759)
- Орден Леніна
- Орден Вітчизняної війни І ступеня
- Орден Червоної Зірки
- Медаль за відвагу"

## Ушанування пам'яті
- Вулиця Марії Батракової у Мелітополі (Україна).